# Osh
Osh (em quirguiz: Ош) é a segunda maior cidade do Quirguistão, e a capital da província de Osh. Localizada no sudoeste do país, Osh se encontra na fronteira com o Uzbequistão. A cidade tem cerca de 281,900 habitantes e possui forte tradição como centro industrial. Osh abriga o maior mercado a céu aberto da Ásia Central. A cidade tem uma população etnicamente mista de cerca de 281.900 em 2017, composta por uzbeques, quirguiz, russos, tajiques outros grupos étnicos menores. 
Em 1990, fortes combates em Osh, entre as populações étnicas de uzbeques e quirguizes, resultaram em milhares de mortes.

## História

### História inicial
A cidade está entre os assentamentos mais antigos da Ásia Central. Osh era conhecido no início do século VIII como um centro de produção de seda ao longo da Rota da Seda. A famosa rota comercial cruzou as montanhas Alay para chegar a Kashgar a leste. [9]
Babur, fundador do Império Mughal e descendente de Tamerlane, nasceu nas proximidades de Andijan, no Vale de Fergana, ponderou seu futuro na Montanha Sulayman e até construiu uma mesquita no topo da montanha. Babur de alguma forma conclui que os limites da Fergana iria cãibra suas aspirações como um descendente de famosos príncipes guerreiros conquistados. Ele escreveu sobre a cidade:
"Há muitos ditados sobre a excelência da Osh. No lado sudeste da fortaleza de Osh está uma montanha bem proporcionada chamada Bara-Koh, onde, em seu cume, o sultão Mahmud Khan construiu um pavilhão. Mais para baixo, em um esporão da mesma montanha, eu tinha um pavilhão pórtico construído em 902 (1496-7)"

### Governo imperial russo e soviético
A cidade foi ocupada e anexada pelo Império Russo em 1876, quando a Rússia sobrecarregou os canatos da Ásia Central durante o chamado "Grande Jogo", a disputa entre a Grã-Bretanha e a Rússia pelo domínio na Ásia Central. Esta conquista foi alcançada e a inclusão ao império russo feita em meados da década de 1880, com principal crédito ao General von Kaufman e ao General Mikhail Skobelev.
Na década de 1960, Osh e outras cidades no sul da RSS quirguiz começaram a ser industrializadas. A população de Osh e outras cidades no Vale de Fergana que se enquadra no Quirguistão tradicionalmente consistiu em um número significativo de uzbeques étnicos. Quando Osh começou a industrializar a etnia "O quirguiz foi encorajado a se mudar do interior povoado do Quirguistão para as cidades para trabalhar em empregos industriais e administração pública". Isso contribuiu para o aumento da tensão social entre os dois grupos.

### Tumultos em 1990
Artigo principal: Distúrbios em Osh em 1990
Em 1990, pouco antes do fim do poder soviético na Ásia Central, Osh e seus arredores experimentaram sangrentos confrontos étnicos entre quirguiz e uzbeques. Houve cerca de 1.200 vítimas, incluindo mais de 300 mortos e 462 gravemente feridos. Os tumultos eclodiram sobre a divisão de recursos fundiários dentro e ao redor da cidade.

### Violência étnica de 2010
Artigo principal: Conflitos étnicos no sul do Quirguistão em 2010
Em 2010, após tumultos em Bishkek e outras grandes cidades quirguiz, o presidente Kurmanbek Bakiyev refugiou-se na cidade para se esconder dos manifestantes que denunciavam seu governo e sua resposta à economia em dificuldades do país. Em 13 de maio de 2010, os partidários de Bakiyev tomaram prédios do governo em Osh, e também tomaram o aeroporto, impedindo que funcionários interinos do governo desembarcassem  manifestantes exigiram o retorno de Bakiev e forçaram o governador regional a fugir. O ex-governador regional de Osh Mamasadyk Bakirov foi reintegrado.
Em 10 de junho de 2010, tumultos eclodiram em Osh, matando pelo menos 81 e ferindo centenas de outros. "Uma explosão de violência, destruição e saques no sul do Quirguistão em 11 a 14 de junho de 2010 matou muitas dezenas de pessoas, quirguiz e uzbeques foram mortos e destruíram mais de 2.000 edifícios, a maioria casas, e aprofundou o abismo entre os quirguiz étnicos do país e os uzbeques." [15]
A mídia local informou que gangues de jovens armados com paus e pedras quebraram janelas de lojas e incendiaram carros no centro da cidade. Vários prédios e casas em toda a cidade também foram incendiados. A força policial da cidade mostrou-se incapaz de restaurar a ordem, resultando em um estado de emergência sendo declarado e o exército sendo mobilizado. [16]
A agência de inteligência quirguiz alegou que a violência de 2010 foi iniciada pelo presidente deposto, Kurmanbek Bakiyev, que diz ter feito um acordo com gangues narco-jihadistas estrangeiras para assumir o sul do Quirguistão e iniciar um estado shariah em troca da família Bakiyev ser devolvida ao controle de Bishkek. No entanto, até o dia nenhuma prova séria foi apresentada ao público e à mídia. De acordo com várias fontes, até 100.000 refugiados étnicos uzbeques fugiram para o Uzbequistão. Muitos campos de refugiados foram organizados nas regiões de Andijan, Fergana e Namangan do Uzbequistão para cidadãos uzbeques do Quirguistão que cruzam a fronteira em busca de segurança.

## Geografia

### Clima
Sob a classificação climática de Köppen ,Osh apresenta um clima continental (Dsa), com verões quentes e secos e invernos frios. Osh recebe em média cerca de 400 milímetros de precipitação anualmente, a maior parte das quais normalmente cai na cidade fora dos meses de verão. Os verões são quentes em Osh, com temperaturas médias altas rotineiramente superiores a 30 °C. Os invernos são frios com temperaturas médias abaixo de zero durante boa parte da estação. A primavera e o outono são estações de transição, com temperaturas subindo durante a estação da primavera e caindo durante o outono.

## Cidades Irmãs
- Istambul, Turquia
- São Petersburgo, Rússia
- Jeddah, Arábia Saudita